# خاطفات ذباب الأدغال ذات الحاجبين
خاطفات ذباب الأدغال ذات الحاجبين هي أحد أنواع الطيور التي تعيشُ في جزيرة بورينو. تُعدّ غابات مونتان الرطبة المدارية هي المواطن الطبيعة لهذه الطيور؛ حيثُ أنها تبني في هذه الأماكت عشًا مفتوحًا من الطحالب وهو أشبه بالكأس وغالبا ما يكون في نباتات أو أشجار النخيل الشوكية. وُضعَ هذا النوع سابقًا في جنس «راينومايس» لكن تمَّ نقله إلى «فريالا» عندما أظهرت دراسة نسجية جزيئية نُشرت عام 2010 أن «راينومايس» مُتعدّد الحويصلات.